# Siège de Constantinople (1422)
Pour les articles homonymes, voir Siège de Constantinople.
Guerres byzantino-ottomanes
Batailles
- Bapheus
- Campagne catalane
- Bursa
- Pélékanon
- Nicée
- Nicomédie
- 1re Gallipoli
- 2e Gallipoli
- Philadelphie
- 1re Constantinople
- 2e Constantinople
- 3e Constantinople
- 4e Constantinople
- Thessalonique
- Bosphore
- 5e Constantinople

Le siège de Constantinople de 1422 est le premier siège de grande envergure organisé par les Ottomans après les blocus de 1391-1392 et 1394-1402. Il fait suite aux tentatives de l'empereur Manuel II Paléologue d'interférer dans la succession des sultans ottomans après la mort de Mehmed Ier en 1421. Cette stratégie fut souvent utilisée pour affaiblir leurs voisins.

## Prélude
Durant le règne de Mehmed Ier, les deux souverains (byzantins et ottomans) entretiennent des relations relativement cordiales (rencontre de Scutari en 1420). L'Empire byzantin n'a pas eu à subir durant cette période de perte territoriale. Cependant, l'avènement de Mourad II marque le réveil de la puissance ottomane après l'affaiblissement consécutif à la bataille d'Ankara en 1402.
Manuel a alors le choix entre la continuation de l'alliance avec le sultan turc ou le soutien à son concurrent, Mustafa. Bien que Mourad se tienne prêt à céder Gallipoli à l'empire byzantin, Manuel soutient Mustafa. Les deux hommes assiègent alors Gallipoli qui se rend en 1421 à la suite d'une défaite de Mourad contre Mustapha. Cependant, ce dernier interdit aux Byzantins de pénétrer dans la cité. Manuel tente alors de se rapprocher de Mourad sans succès pendant que Mustafa est finalement vaincu et tué à Andrinople.

## Le siège
Après sa victoire, Mourad II se prépare à se venger des tractations byzantines. En juin 1422, il se présente devant Constantinople. Manuel, retiré dans un monastère laisse le pouvoir à Jean VIII. Le camp turc regorge de marchands d'esclaves et de derviches espérant profiter de la prise de la ville pour avoir une part du butin,. Pour la première fois, Mourad emploie des canons. Pour rapprocher le matériel de guerre de la cité, il lève un pont de terre au travers de la Corne d'Or qui, selon Jean Kananos, bombarde la cité d'une pluie de pierres et de feu par-dessus ses murs. L'assaut général est prévu pour le 24 août, Mourad écoutant les prophéties d'un imam très respecté, Seidh-Bokhari. Toutefois, les troupes turques, trop peu nombreuses pour un siège d'une telle ampleur, sont repoussées dans la panique et abandonnent une bonne partie de leur matériel de guerre. Selon Kananos, les Byzantins et les Turcs attribuent la victoire à un miracle de la Théotokos, la Vierge protectrice de la cité. Cependant, l'échec est plus à rechercher dans la faiblesse des forces turques et à l'absence de siège maritime ainsi qu'à une forte détermination des Constantinopolitains plus qu'à une intervention divine. Jean Kananos insiste en effet sur la forte mobilisation de la population de la ville, ainsi, les hommes comme les femmes participent à la défense des murs constantinopolitains. Mourad II est véritablement contraint de se retirer par la rébellion d'un de ses deux frères, Mustapha. Ce dernier possède des partisans en Asie Mineure et au cours du siège, Manuel l'assure de son soutien. Mustapha se proclame alors sultan dans la partie asiatique de l'Empire ottoman. Le 6 septembre, Mourad doit réprimer cette révolte et abandonner le siège de Constantinople. C'est la dernière fois que les Byzantins profitent des divisions ottomanes pour les tourner à leur avantage.

## Conséquences
En dépit de cette victoire, l'empire byzantin fait à cette époque face à des problèmes économiques.
Le sultan Mourad II quant à lui ravage une grande partie de la Morée avant de se porter sur Thessalonique dont il commence le siège qui durera jusqu'en 1430 avec la prise de la ville par les Ottomans.